# Leviathan III
Leviathan III (с англ. — «Левиафан III») — девятнадцатый студийный альбом шведской симфоник-метал-группы Therion, вышедший 15 декабря 2023 года на лейбле Napalm Records.
Вместе с Leviathan, вышедшим в 2021 году и Leviathan II, вышедшим в 2022 году, Leviathan III входит в одноимённую трилогию альбомов.

## Отзывы
| Оценки критиков | Оценки критиков |
| Источник        | Оценка          |
| --------------- | --------------- |
| AllMusic        | [ 6 ]           |
| Metal Crypt     | [ 7 ]           |

Музыкальный портал AllMusic похвалил альбом за то, что он был «амбициозным», и сказал, что, хотя альбом был несколько сложным для восприятия, повторное прослушивание его было «полезным», поскольку Leviathan III «несомненно, является одной из самых разнообразных, драматичных и динамичных записей Therion на сегодняшний день».

## Тематика песен
Третья часть трилогии Leviathan посвящена апокалиптическим темам, одам правителям подземного мира, а также мистическим ритуалам нескольких мифологий и традиций со всего мира.
- «Ninkigal» — отсылка к шумерской богине Эрешкигаль и ее титулу «Владычица Великой Земли» как к силе разрушения.
- В «Ruler of Tamag» рассказывается легенда об Эрлике, правителе ада в тюркской мифологии.
- В «An Unsung Lament» повествуется о воскрешении греческого божества Пана.
- В «Maleficium» речь идёт о темных ритуалах, некромантии и колдовстве.
- В «Ayahuasca» рассказывается о ритуалах употребления галлюциногенного вещества и мистическом пробуждении внутреннего космического змея.
- В центре «Baccanale» — греческий праздник Вакханалия, посвященный одноименному богу Вакху.
- «Midsommarblot» посвящен языческому празднику летнего солнцестояния.
- «What Was Lost Shall Be Lost No More» — это история о борьбе демона Астарота за возвращение из бездны и возвращение своих сокровищ и славы.
- «Duende» — это дух традиции фламенко, который овладевает танцорами и музыкантами и служит им источником вдохновения.
- «Nummo» — это рассказ о рыбоподобных духах из космогонии догонов и их царстве за пределами звезд.
- «Twilight of the Gods» повествует о пророчестве Рагнарёка и его последствиях из скандинавской мифологии.

## Список композиций
Все тексты написаны Пером Альбинссоном, текст песни «Ruler of Tamag» написан П. Альбинссоном совместо с Сонером Канёзером, текст песни «Duende» написан П. Альбинссоном совместно с Розалией Сайрем.
| №                   | Название                              | Музыка                    | Длительность |
| ------------------- | ------------------------------------- | ------------------------- | ------------ |
| 1.                  | «Ninkigal»                            | Кристофер Йонссон         | 3:06         |
| 2.                  | «Ruler of Tamag»                      | Йонссон, Томас Викстрём   | 6:44         |
| 3.                  | «An Unsung Lament»                    | Йонссон, Викстрём         | 6:58         |
| 4.                  | «Maleficium»                          | Йонссон                   | 3:34         |
| 5.                  | «Ayahuasca»                           | Йонссон, Викстрём         | 7:57         |
| 6.                  | «Baccanale»                           | Йонссон, Викстрём         | 3:52         |
| 7.                  | «Midsommarblot»                       | Викстрём                  | 3:04         |
| 8.                  | «What Was Lost Shall Be Lost No More» | Йонссон, Викстрём         | 3:59         |
| 9.                  | «Duende»                              | Кристиан Видаль, Викстрём | 4:18         |
| 10.                 | «Nummo»                               | Йонссон, Викстрём         | 2:30         |
| 11.                 | «Twilight of the Gods»                | Йонссон                   | 6:23         |
| Общая длительность: | Общая длительность:                   | Общая длительность:       | 52:25        |

## Участники записи

### Therion
- Кристофер Йонссон — ритм-гитара, клавишные
- Налле Пальсон — бас-гитара
- Томас Викстрём — вокал
- Кристиан Видаль — соло-гитара
- Лори Льюис — вокал (треки 1, 3, 4)

### Сессионные участники[9]
- Бьорн Хоглунд — ударные (треки 2, 4-8, 11)
- Сноуи Шоу — ударные (треки 1, 3, 9, 10)
- Каталина Попа — флейта (треки 3, 4 ,8)
- Пётр Вавженюк — вокал (трек 5)
- Кьяра Мальвестити — вокал (треки 8, 10, 11)
- Розалия Сайрем — вокал (треки 2, 5, 8, 9), испанский хор
- Таида Назраич — вокал (треки 2, 3, 5)
- Фабио Амурри — программирование (треки 2-5, 7, 8, 11)
- Мерве Чакар — вокал (трек 2)
- Альфред Бурд — хор (трек 1)
- Дарио Паче Тальяна — хор (трек 1)
- Эрик Доу — хор (трек 1)
- Лоуренс «Уэнзу» Джойс — хор (трек 1)
- Мельхиор Борг — хор (трек 1)
- Рекс Греч Сантуччи — хор (трек 1)
- Диего Вальдес — испанский хор
- Эмма Торресильяс — испанский хор
- Инес Вера-Ортис — испанский хор
- Айбарс Йылмаз — турецкий хор
- Мустафа Шахин Дедемен — турецкий хор
- Утку Байбурт — турецкий хор
- Сонер Канёзер — дирижёр турецкого хора
- Давид Моррис Гарсия — тромбон (трек 9), бэк-вокал
- Дани Ромеро — труба (трек 9), бэк-воеал
- Матс Левен — вокал (трек 11)

### Производство
- Кристофер Йоннсон — продюсер
- Томас Эверхард — обложка, оформление
- Эрик Мартенссон — микширование, мастеринг